# Jurbise
Jurbise (en picard Djurbize, en néerlandais Jurbeke) est une commune francophone de Belgique située en Région wallonne dans la province de Hainaut.
Elle est née le 1er janvier 1977 de la fusion des communes de Jurbise, Erbaut, Erbisœul, Herchies, Masnuy-Saint-Jean et Masnuy-Saint-Pierre.
La commune accueille l'Académie de Police Émilien Vaes et le Royal Golf Club du Hainaut.

## Géographie

### Sections de commune
| # | Nom                 | Superf. (km²). | Habitants (2020). | Habitants par km² | Code INS |
| - | ------------------- | -------------- | ----------------- | ----------------- | -------- |
| 1 | Jurbise             | 6,90           | 2.266             | 328               | 53044A   |
| 2 | Masnuy-Saint-Jean   | 14,98          | 2.816             | 188               | 53044B   |
| 3 | Masnuy-Saint-Pierre | 4,39           | 486               | 111               | 53044C   |
| 4 | Erbisœul            | 7,73           | 2.036             | 263               | 53044D   |
| 5 | Herchies            | 20,13          | 2.458             | 122               | 53044E   |
| 6 | Erbaut              | 4,05           | 460               | 114               | 53044F   |

### Communes limitrophes
|                | Lens    | Soignies |
| Chièvres       | Jurbise |          |
| Saint-Ghislain | Mons    | Soignies |

## Démographie

### Démographie: Avant la fusion des communes
- Source: DGS recensements population

### Démographie: Commune fusionnée
En tenant compte des anciennes communes entraînées dans la fusion de communes de 1977, on peut dresser l'évolution suivante :
Les chiffres des années 1831 à 1970 tiennent compte des chiffres des anciennes communes fusionnées.
- Source: DGS , de 1831 à 1981=recensements population; à partir de 1990 = nombre d'habitants chaque 1 janvier[3]

## Armoiries et logo
|  | Blason de Jurbise Blasonnement : De gueules à trois lions rampants d’argent armés, lampassés et couronnés d’or, brisé d’une initiale J d’argent posée en abyme. - Délibération communale : 28 janvier 1999 - Arrêté de l'exécutif de la communauté : 30 avril 1999 |
|  | Drapeau de Jurbise DC 28 janvier 1999 - AE 30 avril 1999 |

## Politique et administration

### Conseil et collège communal 2024-2030
| Collège communal  |                            |                                      |
| ----------------- | -------------------------- | ------------------------------------ |
| Bourgmestre       | Jacqueline Galant          | MR - Liste du Bourgmestre - Empêchée |
| Bourgmestre f.f.  | Stéphanie Hotton           | Liste du Bourgmestre                 |
| 1er Échevin       | Jonathan Pelerieau         | Liste du Bourgmestre                 |
| 2e Échevin        | Frédéric Danneau           | MR - Liste du Bourgmestre            |
| 3e Échevine       | Brigitte Desmet-Culquin    | Liste du Bourgmestre                 |
| 4e Échevine       | Mireille D'Haese-Leurident | Liste du Bourgmestre                 |
| 5e Échevin        | Guillaume Devos            | Liste du Bourgmestre                 |
| Président du CPAS | Vincent Chanoine           | Liste du Bourgmestre                 |

### Bourgmestres
- 1818-1828 : Antoine Joseph Criquelion (13 mai 1760 - 1er juin 1828).
- 1828-1836 : Pierre Joseph Criquelion (11 juin 1764-?) (frère d'Antoine Joseph).
- 1836-1868 : Adolphe Joseph Criquelion (9 juin 1800 - 12 avril 1868) (fils d'Antoine Joseph).
- 1869-1893 : Adolphe Cossée (17 septembre 1836 - 27 juillet 1893).
- 1893-1923 : Antoine Désiré Criquelion (2 décembre 1861 - 15 avril 1924) (fils d'Adolphe Joseph).
- 1924-1946 : Le comte Henri de la Barre, Parti catholique (21 décembre 1885 - 20 novembre 1961).
- 1947-1958 : Georges Decoster.
- 1959-1961 : Le comte Henri de la Barre, Parti catholique (21 décembre 1885 - 20 novembre 1961).
- 1962-1976 : Marcel Crespin, PSC (Jurbise avant fusion des communes).
- 1977-1982 : Marcel Crespin, PSC (Entité de Jurbise) (17 février 1923 - 16 juillet 1988).
- 1983-2001 : Jacques Galant, PSC (1939-2005).
- 2001- : Jacqueline Galant, MR (1974), députée fédérale depuis 2003.

## Patrimoine et culture local

### Patrimoine

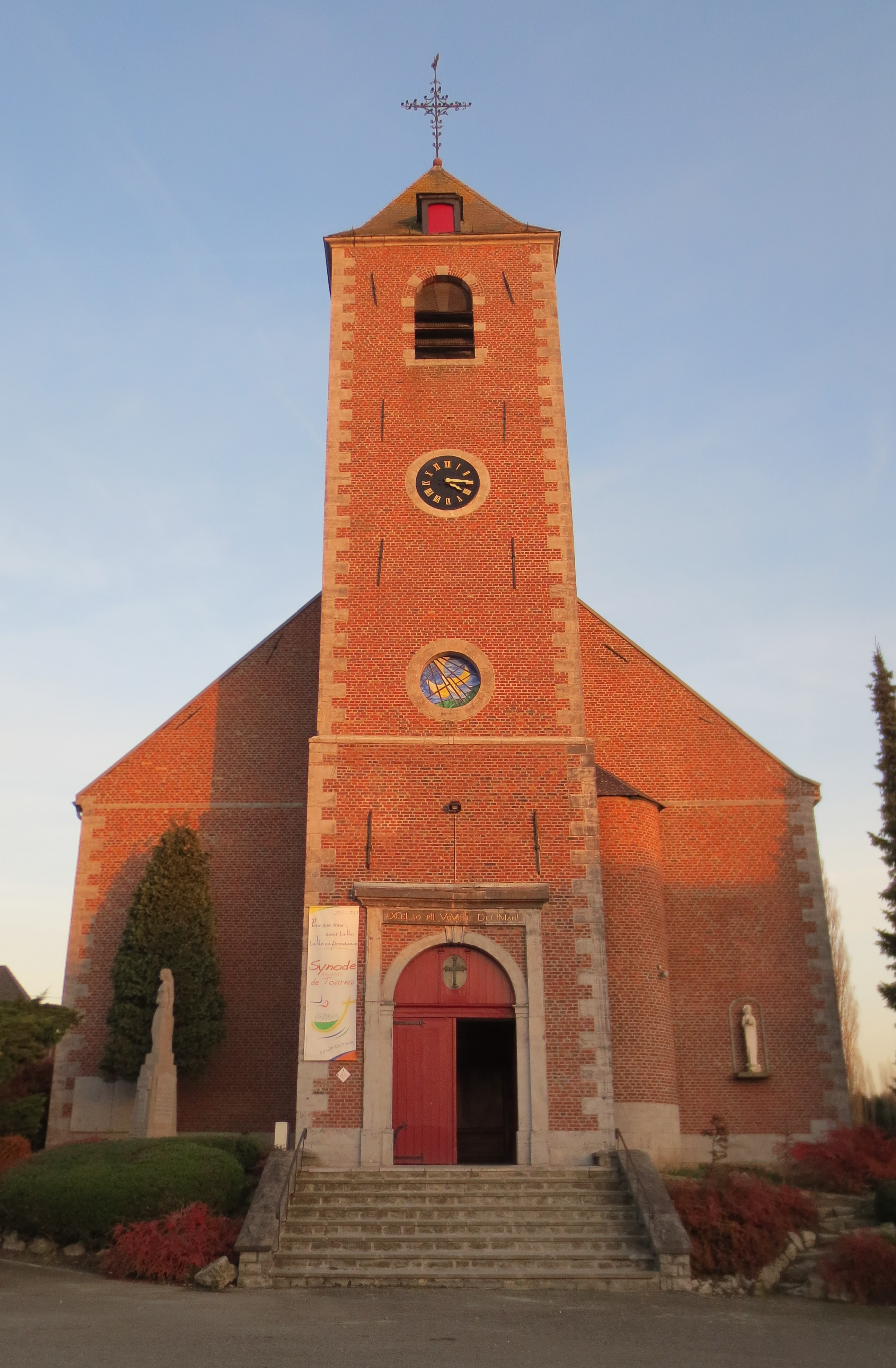
L'église Saint-Eloi.

#### Eglise Saint-Eloi
Datée de 1774, elle succède à une première église, et est construite de briques et de pierres en style classique avec trois nefs et  cinq travées, un chœur à chevet plat et des colonnes de style toscan. L'église possède un jubé avec un orgue datant du XVIIIe siècle.

#### Château des Viviers
Le château des Viviers est construit au lieu-dit « Le Chêne du Berger » enclavé dans un parc de 24 hectares où se trouvaient des étangs ou viviers (d’où son nom). On situe sa construction au XIXe siècle bien qu’une armoiries avec la mention « 1728 » a été retrouvée dans la bâtisse. Il s’agit d’un château de style éclectique, néo-classique et néo-traditionnel. En 1860, il est la propriété de Pierre de Patoul (membre d'une famille noble). De 1898 à 2000, il appartient à la famille de la Barre d’Erquelinnes - Obert de Thieusies. Durant cette période, Henri de la Barre d’Erquelinnes a construit une chapelle et deux sœurs de Masnuy ont construit une petite école pour les enfants de la région car il n’y avait pas d’établissement scolaire à proximité. En 1909, le Prince Albert, futur Roi des Belges, y loge avec son épouse lors d’exercices sur le camp militaire de Casteau.
En 2004, après quelques années d’abandon, il est racheté par Madame Gillion-Snickers qui le rénove. En 2016, Madame Gillion-Snickers est la propriétaire du château. Dans le domaine, on trouve un potager organisé dans le respect des croyances chrétiennes médiévales, avec des symboles du jardin d’Eden. Au fond de ce potager se trouve l’orangerie qui, après rénovations, est devenue un musée de poupées (en cire, en tissus, en papier, etc.) où est exposée la collection personnelle de Madame Gillion-Snickers. Les bâtiments composant les anciennes écuries ont été transformés en garage et en conciergerie. Des outils agricoles d’antan y sont conservés et exposés. En 2016, il s’agit de l’école des Bruyères et, tous les dimanches, un office religieux est donné dans la chapelle. Dans cette chapelle, on retrouve des obiits (blasons mortuaires) de différentes familles et notamment de la famille de la Barre d’Erquelinnes. En 2016, le château est une propriété privée et non-accessible au public.

#### Château Hambye
À l’origine, en 1858, il comporte un bâtiment agricole et une petite maison qui appartient à Monsieur Behault de Ghlin. Le domaine est situé sur un ensemble de champs dénommé « Couture du Moustier ».
Il est successivement la propriété de l’historien Albéric d’Auxy de Launois (fin du XIXe siècle), de Léon Abrassart de Bulloy (1901), de la famille Hambye et en 1977, elle devient la propriété de l’administration communale de Jurbise. Il portera successivement les noms de château du Moustier, de château Abrassart et de château Hambye.
En 2016 :
- le corps de logis est occupé par les services administratifs de la commune de Jurbise ;
- l’ancienne orangerie a été transformée en salle des fêtes ;
- le parc a été aménagé en parc de loisirs (parcours vita, terrain de sport, parc pour enfants en bas âge, etc.).

Le château n’est pas accessible au public.

### Culture

#### Folklore
- Ducasse de la Pentecôte à Herchies avec le rallye cycliste humoristique le lundi de Pentecôte.
- Fête de la bière à Jurbise (Dernier week-end de juin).
- Ducasse de Masnuy-Saint-Pierre (Deuxième week-end de Juillet).
- Fête nationale au parc communal (21 juillet).
- Marché fermier et brocante d'Erbaut ainsi que la procession Saint-Barthélémy (en août).
- Début août, Ducasse aux cerises à Herchies-Vacresse.
- Dernier week-end du mois d'août Ducasse d'Erbisoeul.
- Dernier week-end de septembre : Grande Ducasse à Herchies.

Les festivités en italique ne sont actuellement plus organisées.

## Galerie

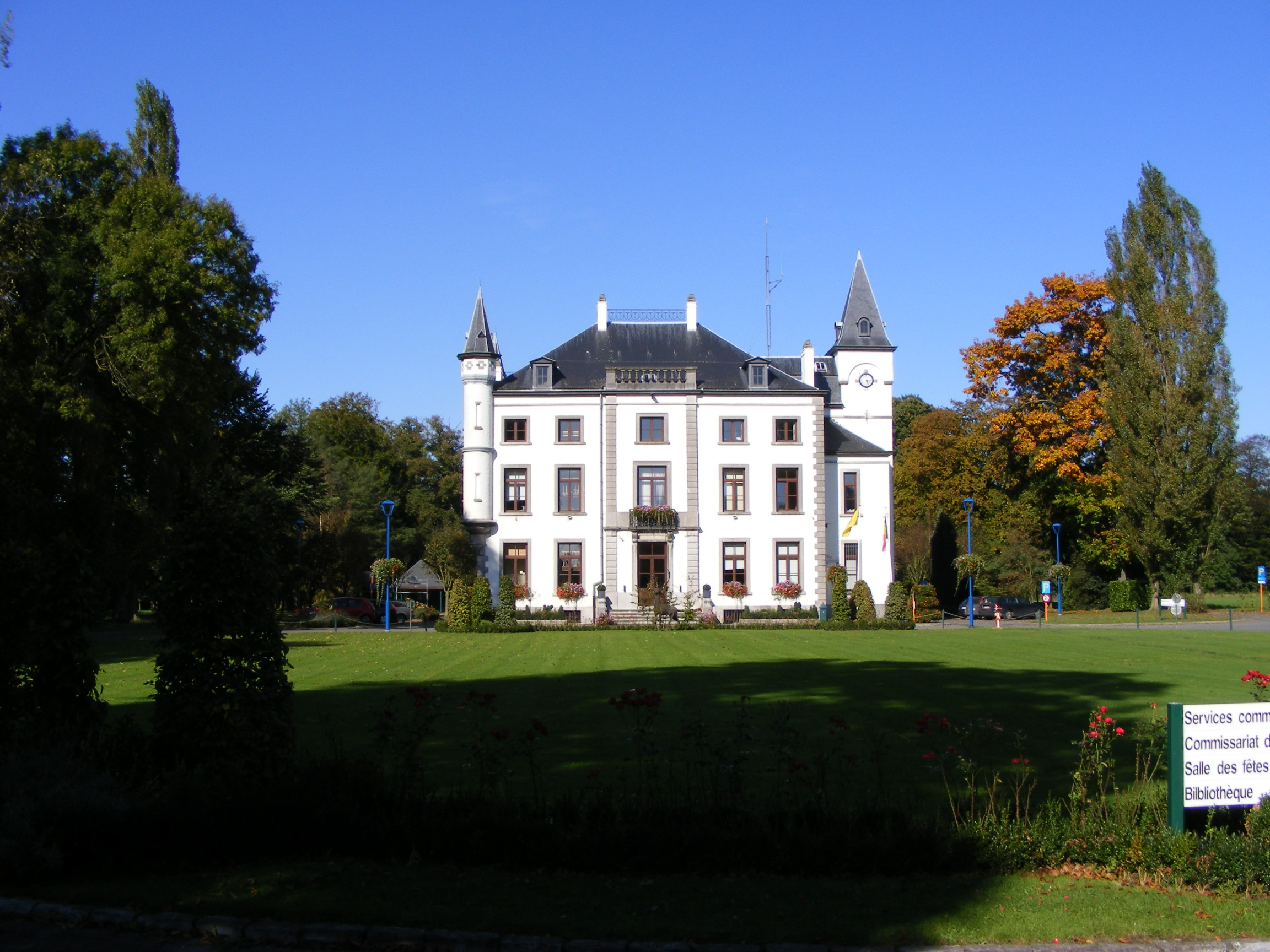
Le parc avec la maison communale (château Hambye).
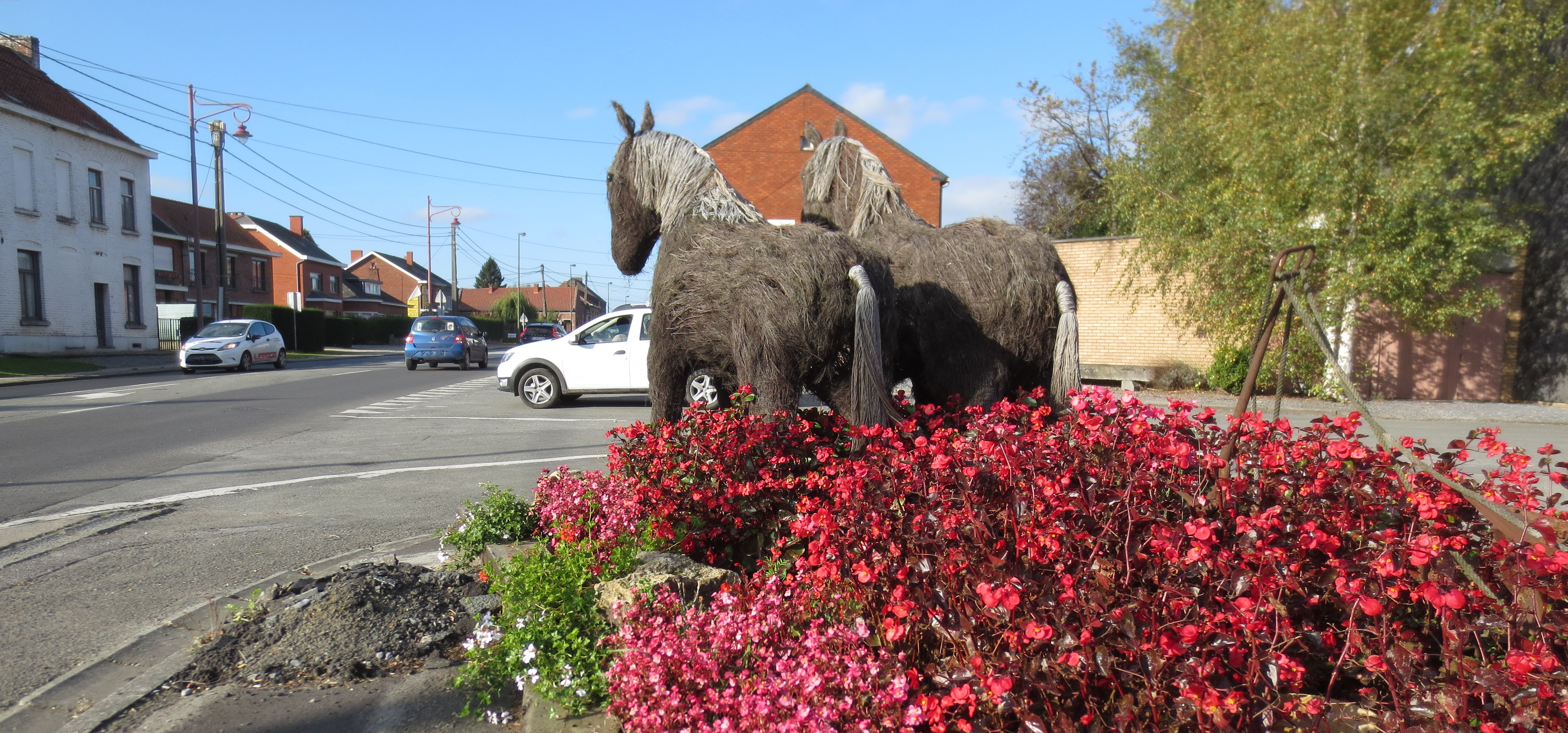
La route.
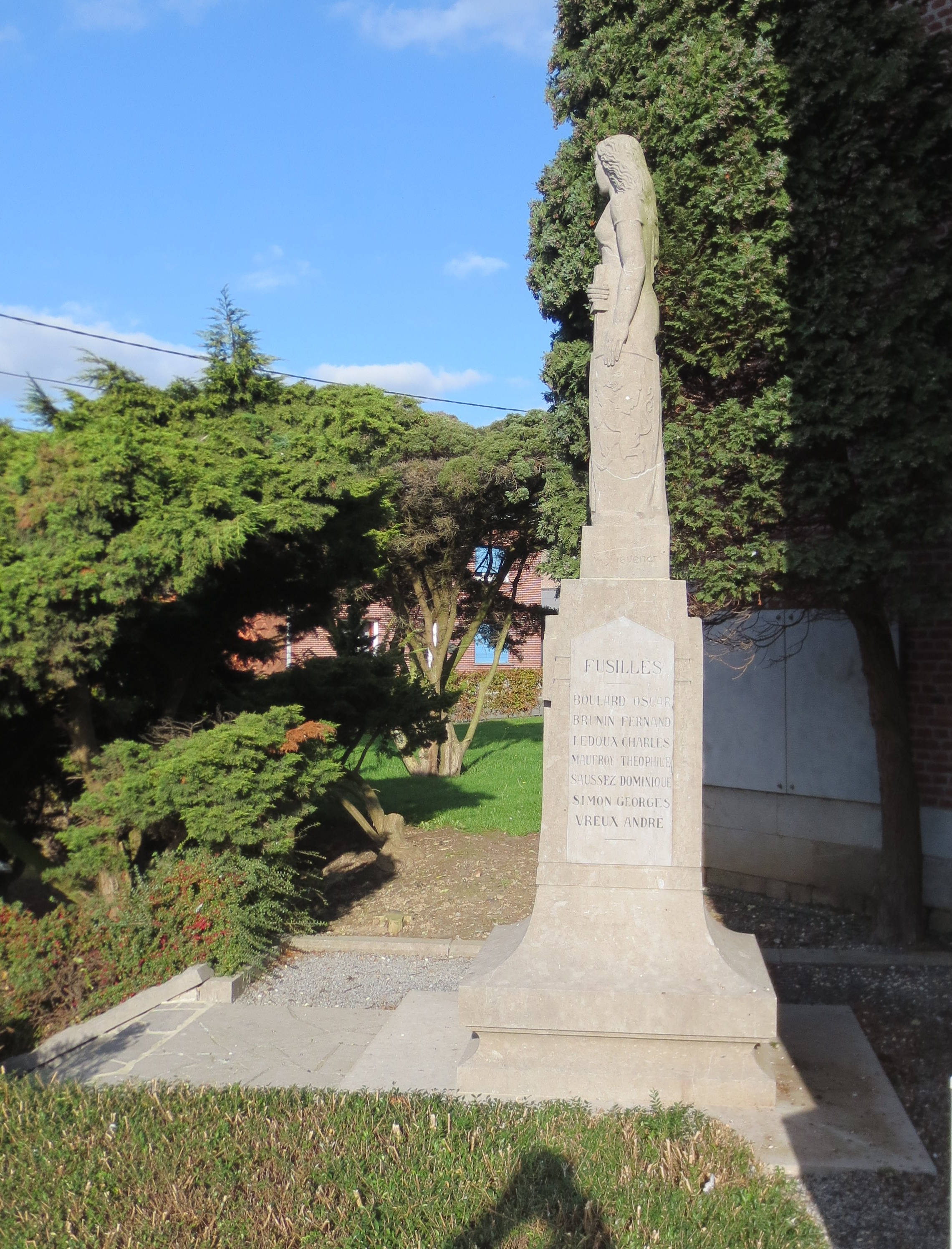
Le monument. Erigé par souscription publique des anciens combattants de 1914-1918[10], une statue représentant un soldat belge terrassant l'aigle allemand a été remplacé en 1947 par une figure féminine en pierre.
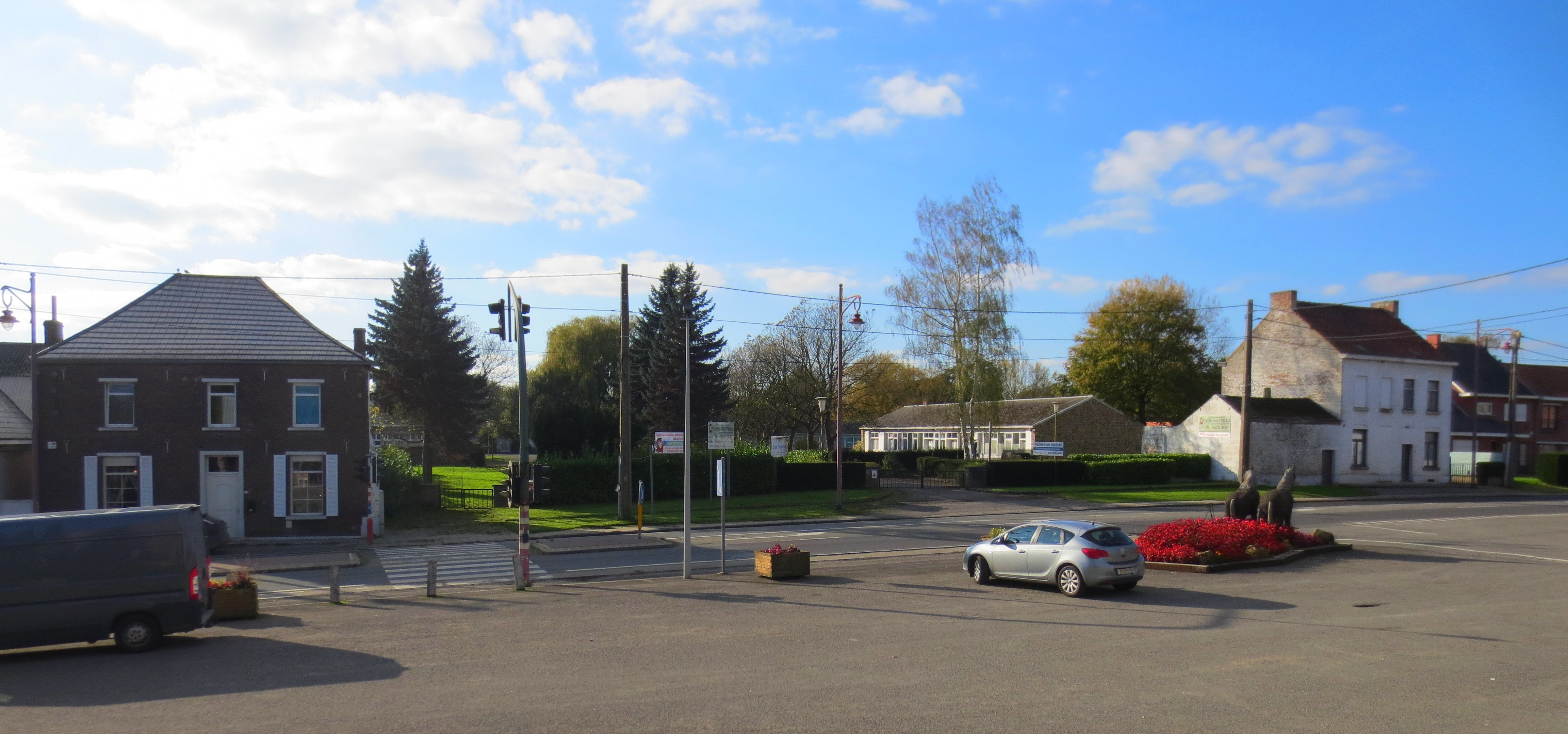
La place.

## Personnalités liées à la commune
- Pierre Coran, écrivain.
- Carl Norac, fils de Pierre Coran.
- Claude Durieux, gouverneur de la province de Hainaut.
- Philippe Jauniaux, journaliste.
- Georges Moucheron, journaliste.
- Gaston Remson, radio-télégraphiste à la Base Roi-Baudouin en Antarctique.
- Jacqueline Galant, ministre des sports.
- Jean-Pol Hecq, journaliste.
- Henri de la Barre d'Erquelinnes, ancien ministre.
- Eudore Misonne, peintre.